# 셰팔리 샤
셰팔리 샤(힌디어: शेफ़ाली शाह, 영어: Shefali Shah, 1972년 7월 20일 ~ )는 인도의 배우이다.

## 출연 작품

### 영화
- 달링스 (2022년) - 샴슈니사 역